# Confessione finale
Confessione finale (Mother Night) è un film del 1996 diretto da Keith Gordon, basato sul romanzo Madre notte di Kurt Vonnegut.

## Trama
L'americano Howard Campbell Jr. cresciuto in Germania da quando era bambino, diventa un drammaturgo di successo. Felicemente sposato, ha la possibilità di frequentare l'élite nazista, pur disinteressandosi di politica. Alla vigilia della seconda guerra mondiale, viene convinto da un agente segreto americano, Wirtanen, a tenere per i nazisti un programma radiofonico, apparentemente antisemita, dedicato al pubblico statunitense. In realtà, nei testi che Campbell legge alla radio, sono inserite parole in codice per passare informazioni agli alleati. 
A guerra finita, Campbell si ritrova completamente solo: la moglie è morta, i genitori anche; la cognata adolescente è scomparsa mentre tentava di sfuggire all'avanzata dei sovietici, subito dopo avergli confessato di amarlo. La sua figura è macchiata d'infamia, come collaborazionista e complice dei crimini nazisti, perché il governo americano è disposto ad aiutarlo a rifarsi una vita, ma non a rendere pubblico il ruolo positivo che ha svolto.
Stabilitosi a New York sotto falso nome, trascina le sue giornate senza uno scopo, nel ricordo della moglie.
Ma, quando decide di riprendere il suo nome, pensando che la gente lo abbia dimenticato, le cose cominciano invece a cambiare: compaiono ammiratori neonazisti, che ricordano con nostalgia le sue trasmissioni; ricompare la cognata, sempre innamorata di lui; si fanno vivi anche coloro che lo odiano per il suo ruolo durante la guerra. Infine, riappare Wirtanen, che gli conferma che il governo non farà niente per riabilitarlo, e distrugge la sua speranza di ritrovare una vita normale, rivelandogli che la cognata ed il suo unico amico sono in realtà agenti sovietici: il loro scopo è rapirlo e portarlo a Mosca, per esibirlo come prova che gli Stati Uniti forniscono asilo ai criminali di guerra.
Persa ogni illusione, Campbell si consegna agli israeliani, che lo stanno ricercando per processarlo.
In cella, gli viene concessa la possibilità di scrivere la sua versione dei fatti.
A stesura ultimata, alla vigilia del processo, riceve una lettera da Wirtanen, che gli comunica che, disobbedendo agli ordini del suo governo, verrà in Israele per testimoniare in suo favore.
Sconvolto all'idea di tornare in libertà, a una vita che non gli può più dare niente di bello, Campbell si suicida, sotto gli occhi del secondino che, convinto della sua colpevolezza, lo lascia fare.

## Produzione

### Riprese
Il film è stato girato dal 20 settembre 1995 all'8 novembre 1995.

### Location
Le riprese del film sono state effettuate a Montréal, in Canada.

### Budget
Il film ha avuto un budget di circa sei milioni di dollari.

## Distribuzione
Il film ha partecipato al Montréal Film Festival nell'ottobre 1996; è uscito nelle sale americane il 1º novembre e nel resto del mondo solo nel 1997.